# Poyfai Malaiporn
Poyfai Malaiporn (tiếng Thái: ปอยฝ้าย มาลัยพร; sinh ngày 19 tháng 1 năm 1971 tại tỉnh Nong Khai, Thái Lan), là một ca sĩ, nhạc sĩ nhạc Luk thung và Mor lam người Thái.

## Danh sách đĩa nhạc

### Album gốc
- "Poyfai Won Faen" ปอยฝ้ายวอนแฟน
- "Talok Oak Hak" ตลกอกหัก
- 2002 - "Mue Sor Khon Sao" มือซอคนเศร้า
- 2003 - "Nam Ta Kha Rock" น้ำตาขาร็อค
- 2004 - "Won Faa" วอนฟ้า
- 2005 - "Fak Faa Pai Ha Nong" ฝากฟ้าไปผ่าน้อง
- 2006 - "Khao La Ma Raeng" ข่าวล่ามาแรง
- 2007 - "Chatukham Khon Jon" จตุคามคนจน
- 2008 - "Mun Tong Thon" มันต้องถอน
- 2009 - "Mak Laew Krab" มักแล้วครับ
- 2010 - "Mai Dai Aem Chan Roak" ไม่ได้แอ้มฉันหรอก
- 2011 - "Hai Ai Hak Jao Sa Nor" ให้อ้ายฮักเจ้าสาเนาะ
- 2012 - "Ngan Khao" งานเข้า

## Danh sách phim

### Phim truyền hình
| Năm  | Tựa                            | Vai               | Đài   |
| ---- | ------------------------------ | ----------------- | ----- |
| 2020 | Lady Bancham                   | Wokya             | OneHD |
| 2020 | Pleng Rak Chao Phraya          | Baksaep Haepsaney | OneHD |
| 2020 | Rak Sibalor Ror Sipmong        | Sak [Driver]      | OneHD |
| 2019 | Phoo Bao Indy Yayee Inter      | Sawaeng           | CH7   |
| 2018 | Nai Keun Nao Sang Dao Yung Oun |                   | CH7   |
| 2017 | Nai Hoi Tamin                  | Mued              | CH7   |

### Phim điện ảnh
| Năm  | Tựa           | Vai              |
| ---- | ------------- | ---------------- |
| 2018 | Nữ thần rắn 2 | Manat Roongruang |